# Daisy Osborn
Daisy Frances Christina Osborn (Christchurch, 27 de abril de 1888-Christchurch, 3 de mayo de 1957) fue una pintora, ilustradora y diseñadora de joyas de Nueva Zelanda.

## Biografía y educación
Daisy Frances Christina Osborn nació en Christchurch, Nueva Zelanda, hija única de Emily Jane Turvey, una inglesa, y Alfred Patterson Osborn, un grabador australiano. Asistió al Instituto femenino de Christchurch y estudió arte en la Escuela Superior de Arte de Canterbury de manera intermitente durante quince años (1906–11, 1913, 1919–21). Obtuvo una beca y numerosos premios en la Escuela y comenzó a exponer en 1913.
Johnson continuó enseñando a tiempo parcial en la Escuela Superior de Arte de Canterbury  (1921-1927), impartiendo clases de pintura, metalistería, diseño y bordado.

## Trayectoria artística
Osborn trabajó como ilustradora de literatura infantil, principalmente con pluma y acuarela, y diseñó joyas modernistas en plata con decoración de esmalte o cloisonné. Sin embargo, es más conocida como pintora de retratos, paisajes urbanos de Christchurch, naturalezas muertas y estudios florales. También hay un conjunto de pinturas religiosas con temáticas pacifistas de la década de 1930, influenciadas en parte por su interés en la Teosofía.  La sensibilidad de su trabajo de ilustración contrasta marcadamente con los contornos nítidos y el intenso colorido en sus pinturas más maduras, como el retrato de su amiga y artista Rose Zelle en 1936.
Continuó pintando y exponiendo hasta el año anterior a su muerte, mostrando regularmente sus obras en la Academia de Bellas Artes de Nueva Zelanda y en la Exposición Nacional del Centenario de Arte de Nueva Zelanda de 1940 en Wellington. Su obra se encuentra en muchas colecciones privadas y algunas de sus obras se conservan en la Galería de Arte de Christchurch. Fue incluida en la exposición Camelias blancas: un siglo de creación artística de mujeres de Canterbury de 1993.

## Libros ilustrados
- Glen, Esther (1920). Twinkles on the Mountain. Illustrated by Daisy Osborn. Christchurch: L. M. Isitt.
- Howes, Edith (1923). The Dream-Girl's Garden. Illustrated by Daisy Osborn. London: Ward, Lock & Co.